# 室越香南
室越 香南（むろこし かな、2000年8月3日 - ）は、日本の女子ラグビーユニオン選手。

## プロフィール
- 神奈川県出身[1]。
- ポジションはスクラムハーフ(SH)、フルバック(FB)。
- 身長 161cm、体重 61kg
- 7人制女子日本代表に選ばれたことがある[2]。

## 略歴
2019年、追手門学院高校卒業後、追手門学院大学に入る。